# 費爾菲爾德鎮區 (密蘇里州卡羅爾縣)
費爾菲爾德鎮區（英語：Fairfield Township）是位於美國密蘇里州卡羅爾縣的一個行政鎮區。

## 地方資料
費爾菲爾德鎮區的面積為95.00平方千米，當中陸地面積為94.97平方千米，而水域面積為0.03平方千米。根據2020年美國人口普查的數據，當地共有人口120人，而人口密度為每平方千米1.26人。